# Émile Dermenghem
Émile Dermenghem, né à Paris le 3 janvier 1892 et mort à Samois-sur-Seine le 15 mars 1971, est un journaliste, archiviste et bibliothécaire français.

## Biographie
Après une licence ès lettres, Émile Dermenghem intègre l'École des chartes, d'où il sort en 1913 après avoir soutenu une thèse sur Claude d'Annebault.
En octobre 1913, il part faire son service militaire, mais est ajourné peu après. En 1914, au début de la Première Guerre mondiale, il est rappelé dans le service auxiliaire jusqu'en septembre 1917. Il est alors affecté au ministère des Affaires étrangères comme attaché au service de presse. Il se consacre dès lors au journalisme et à la littérature. Il devint ensuite rédacteur puis secrétaire de rédaction du journal L’Information, jusqu'à la disparition de ce quotidien en 1938.
En 1938, il reprend son métier d'archiviste. D'avril à juin 1938, il effectue un stage aux Archives départementales de Seine-et-Oise, et, le 15 juillet de la même année, est nommé archiviste adjoint du département des Bouches-du-Rhône, délégué dans les fonctions d'archiviste départemental des Hautes-Alpes. En 1942, il est nommé archiviste-bibliothécaire du Gouvernement général de l'Algérie. Il y reste jusqu'à sa mise à la retraite, le 3 janvier 1962.

## Publications
- Claude d'Annebault, maréchal et amiral de France sous François Ier et Henri II, thèse de l'École des chartes, 1913[1].
- La Vie affective d'Olivier Minterne, Paris, Crès, 1917
- Melchisédech, suivi de Symiamire, Paris, La Connaissance, 1920.
- La Vie de Mahomet, éd. Librairie Plon, Paris, 1920, Collection Le Roman des Grandes Existences no 23.
- Joseph de Maistre mystique : ses rapports avec le martinisme, l'illuminisme et la Franc-Maçonnerie, l'influence des doctrines mystiques et occultes sur la pensée religieuse, La Connaissance, 1923, 338 p.

- Prix Bordin 1924 de l’Académie française
- Introduction de La Franc-maçonnerie, Mémoire au duc de Brunswick, Rieder, 1925
- Les Quatre Demeures, La Connaissance, 1925
- La Vie admirable et les révélations de Marie des Vallées, d'après des textes inédits, Plon-Nourrit et Cie, 1926, 326 p.
- Thomas Morus et les Utopistes de la Renaissance, Les Petits-Fils de Plon et Nourrit, 1927, 280 p.

- Prix Thérouanne 1928 de l'Académie française
- Vies des Saints Musulmans, Alger, Baconnier, 1943, 308 p.
- Contes kabyles, récits contés par Saïd Laouadi, recueillis et commentés par Émile Dermenghem, Alger : Charlot, 1945, 214p.
- La Vie de Mahomet, Alger, Charlot, 1950, 326 p.
- Le Culte des saints dans l'Islam maghrébin, éd. Gallimard, Paris, 1954, réédition 1982  (ISBN 2070210669)
- Mahomet et la tradition islamique, Paris, Le Seuil, Collections Microcosme "Maîtres spirituels", 1955, 190 p.
- Le Pays des Ouled-Naïl, 1956, 12 p.
- Le Pays d'Abel : le Sahara des Ouled-Naïl, des Larbaâ et des Amour, Gallimard, 1960, 217 p.
- Notes sur les valeurs permanentes et actuelles de la civilisation musulmane : Témoignage de l'Islam, 1947

Articles de revues
- « Un ministre de François Ier : la grandeur et la disgrâce de l'amiral Claude d'Annebault », dans la Revue du XVIe siècle, t. IX, 1922, p. 34-50.
- « Érasme et Thomas Morus contre Machiavel ou la politique et la morale », paru en 1926 dans Le Roseau d’or [2].
- « Tlemcen mystique, saints et confréries », Richesses de France, Tlemcen no 18, 1er t. 1954, Ed. Delmas, Bordeaux